# Pepón Coromina
Pepón Coromina (català: Josep Lluís Coromina i Farreny)  (Barcelona, 1946 - 25 de desembre de 1987) va ser un productor de cinema català.
Nascut com a Josep Lluís Coromina i Farreny, fou molt apreciat pels professionals del sector, va ser clau en la promoció de directors com Bigas Luna i en els inicis de la carrera de Pedro Almodóvar. Va produir una vintena de llargmetratges i va fer d'actor en dues pel·lícules. El 2012 l'Acadèmia del Cinema Català va establir el Premi Pepón Coromina en honor seu, per premiar les produccions que combinen innovació, creativitat i risc.

## Obres
- L'obscura història de la cosina Montse (Jordi Cadena, 1977)
- Bilbao (Bigas Luna, 1978)
- El asesino de Pedralbes (Gonzalo Herralde, 1978)
- El diputado (Eloy de la Iglesia, 1978)
- Caniche (Bigas Luna, 1979)
- Navajeros (Eloy de la Iglesia, 1980)
- Vértigo en Manhattan / Jet Lag (Gonzalo Herralde, 1980)
- Pepi, Luci, Bom y otras chicas del montón (Pedro Almodóvar, 1980)
- Barcelona Sud (Jordi Cadena, 1981)
- La cripta (Cayetano del Real, 1981)
- Las siete cucas (Felipe Cazals, 1981)
- La revolta dels ocells (Lluís-Josep Comerón, 1981)
- La plaça del Diamant (Francesc Betriu, 1981)
- Percusión (Josecho San Mateo, 1982)
- Cercle de passions (Claude d'Anna, 1982)
- Interior roig (Eugeni Anglada i Arboix, 1982)
- Un geni amb l'aigua al coll (Lluís-Josep Comerón, 1982)
- Les últimes tardes amb Teresa (Gonzalo Herralde, 1983)
- Angoixa (Bigas Luna, 1987)